# Premier League 1958 (Ghana)
In 1958 werd het eerste seizoen gespeeld van de Premier League, de hoogste voetbalklasse van Ghana. Hearts of Oak werd kampioen. Er bestond nog geen promotie of degradatie. 

## Eindstand
| № | Club                | WG | W  | G | V  | DV | DT | +/- | Punten |
| - | ------------------- | -- | -- | - | -- | -- | -- | --- | ------ |
|   | Hearts of Oak       | 14 | 10 | 1 | 3  | 38 | 20 | +18 | 21     |
| 2 | Cornerstones Kumasi | 14 | 9  | 2 | 3  | 28 | 17 | +11 | 20     |
| 3 | Asante Kotoko (B)   | 14 | 9  | 1 | 4  | 43 | 30 | +13 | 19     |
| 4 | Great Olympics      | 14 | 7  | 3 | 4  | 29 | 22 | +7  | 17     |
| 5 | Eleven Wise FC      | 14 | 6  | 2 | 6  | 24 | 29 | –5  | 13     |
| 6 | Sekondi Hasaacas    | 14 | 3  | 4 | 7  | 19 | 27 | –8  | 10     |
| 7 | Mysterious Dwarfs   | 14 | 2  | 4 | 8  | 14 | 32 | –18 | 8      |
| 8 | Venomous Vipers     | 14 | 0  | 4 | 10 | 10 | 28 | –18 | 4      |

|     | Kampioen     |
| (B) | Bekerwinnaar |

1958 · 1959 · 1960 · 1961/62 · 1962/63 · 1963/64 · 1964/65 · 1966 · 1967 · 1968 · 1969 · 1970 · 1971 · 1972 · 1973 · 1974 · 1975 · 1976 · 1977 · 1978 · 1979 · 1980 · 1981 · 1982 · 1983 · 1984 · 1985 · 1986 · 1987 · 1988/89 · 1989/90 · 1990/91 · 1991/92 · 1992/93 · 1993/94 · 1994/95 · 1995/96 · 1996/97 · 1997/98 · 1999 · 2000 · 2001 · 2002 · 2003 · 2004 · 2005 · 2006/07 · 2007/08 · 2008/09 · 2009/10 · 2010/11 · 2011/12 · 2012/13 · 2013/14 · 2014/15 · 2015/16 · 2016/17 · 2017/18 · 2018/19 · 2019/20 · 2020/21 · 2021/22